# CANT Z.501
El CANT Z.501 Gabbiano (gaviota en italiano) fue un hidrocanoa de ala alta, con dos flotadores de equilibrio. Estaba propulsado por un motor instalado en el centro del ala y tenía una tripulación de 4-5 hombres. Durante la Segunda Guerra Mundial, sirvió en la Regia Aeronautica como avión de reconocimiento. Durante su debut en 1934, estableció un récord mundial de vuelo de larga distancia. A pesar de que ya estaba obsoleto para 1940, fue empleado durante la Segunda Guerra Mundial, teniendo varias bajas. Algunos ejemplares permanecieron en servicio hasta 1949.

## Desarrollo

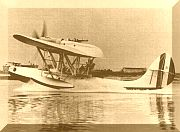
CANT Z.501 amerizando

Filippo Zappata fue uno de los más importantes diseñadores de aviones italianos y trabajó algunos años para los Cantiere Aeronautici e Navali Triestini - CANT ; en 1927 se trasladó a Francia para trabajar en la compañía Blériot Aéronautique. Volvió a Italia en 1933 a petición del ministro de la Aviación mariscal Italo Balbo y reinició su trabajo en CRDA-CANT con una serie de nuevos aviones. El primero de estos fue el Z.501, diseñado para reemplazar al hidrocanoa biplano Savoia-Marchetti S.78. El prototipo del Z.501 realizó su primer vuelo el 7 de febrero de 1934, al mando del piloto jefe de pruebas Mario Stoppani.

## Diseño

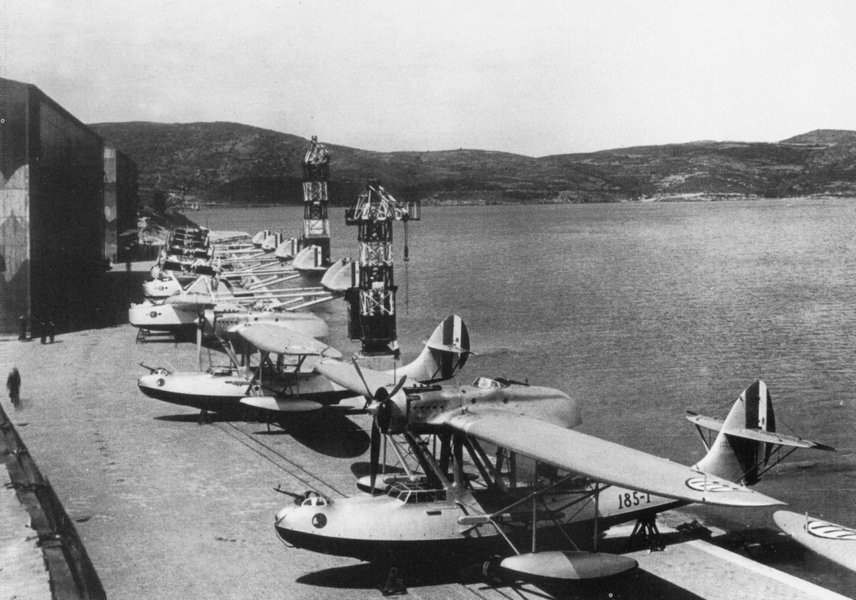
Dos Z.501 en un muelle

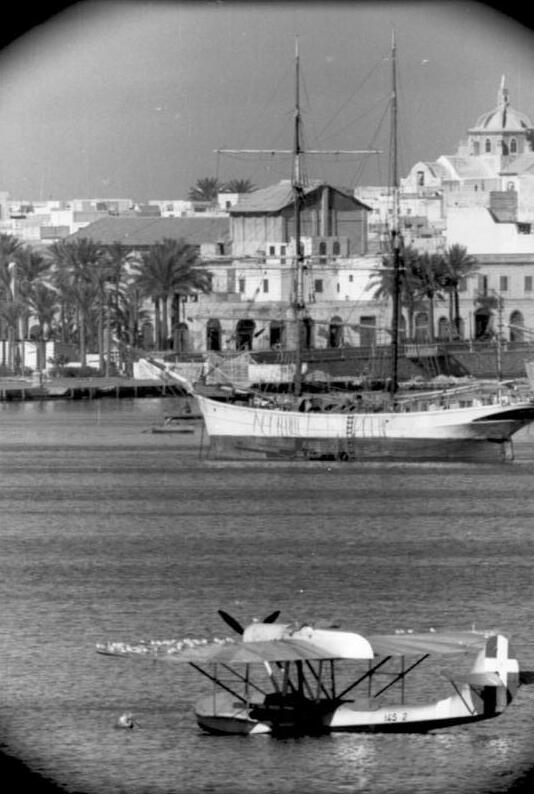
Z.501 anclado en un puerto del norte de África, marzo de 1941 (se puede apreciar el esquema típico de la Regia Aeronautica sobre las alas)

El avión tenía un fuselaje muy delgado, un ala en parasol alta y un solo motor montado en una góndola del ala. El prototipo estaba propulsado por un motor W18 Isotta-Fraschini Asso 750 RC de 600 kW (800 hp), equipado con un radiador circular, que le daba una apariencia de motor radial, a pesar de ser un motor lineal refrigerado por agua. Algunas versiones de otros aviones, tales como el Ju 88 y el Fw 190D-9, tenían la misma característica. 
La góndola del ala fue alargada para llevar una ametralladora que apuntaba hacia atrás, mientras que otras ametralladoras iban montadas en el centro del fuselaje y en la proa; todas eran Breda-SAFAT cal. 7,7 mm. Podía transportar hasta 640 kg de bombas (4x 160 kg) bajo las alas. El diseño aerodinámico de baja resistencia era típico de los aviones diseñados por Zappata, al igual que la construcción en madera.
La producción del CANT Z.501 se inició en 1935, con una orden de 24 aviones construidos por Cantiere Aeronautici e Navali Triestini - CANT|Cantieri Riuniti dell'Adriatico - CRDA]] y 30 por Aeronautica Sicula, una empresa de Palermo. Las matrículas empezaron por el MM.35168.
Este hidrocanoa estaba construido en madera con recubrimiento de lona impermeable en la sección superior del casco y las superficies del ala y la cola. La superficie alar de 670 m² estaba dispuesta, por medio de soportes, en forma de sombrilla por encima de la cabina de la tripulación, a la que no se le agregaron blindajes o parapetos para su resguardo. Los tripulantes detectaron que el aparato era frágil en mares agitados, siendo muy susceptible a roturas de sus soportes. El Z.501 Gabbiano era un hidroavión de estilizadas líneas diseñado para cinco tripulantes, su delgado y estilizado fuselaje recordaba ligeramente al PBY Catalina usado en ese momento por Estados Unidos. Estaba equipado con un motor en línea Isotta Fraschini Asso XI de 860 hp de bajo consumo refrigerado por líquido, a pesar de su apariencia de motor radial que le confería una velocidad máxima de 275 km/h; ocasionalmente se usaron de 880 hp; dicho motor accionaba una hélice bipala de madera o tripala metálica, estando instalado en una amplia góndola situada en la sección central. En esta se abría, además, un puesto para el ingeniero de vuelo, que también estaba encargado del manejo de una ametralladora cal. 7,7 mm. Las pruebas indicaron que el Gabbiano era muy fácil de volar y podía alcanzar un techo de vuelo de 7000 m sin problemas. La cabina de la tripulación era alargada y estilizada, poseyendo también un puesto para una ametralladora Breda-SAFAT de 7,7 mm a proa. El resto del armamento estaba distribuido en las posiciones lateral y dorsal. En los soportes situados entre el fuselaje y los flotadores de estabilización, iban sujetos soportes que permitían alojar una carga máxima de 640 kg de diferentes tipos de bombas.
El Gabbiano no fue diseñado para ser un hidroavión embarcado, sino que operaba desde bases costeras. A pesar de su armamento, por lo demás bastante exiguo, el Gabbiano no estaba en condiciones de enfrentarse a cazas o participar en combates aéreos, ya que era extremadamente lento en evoluciones y sumamente vulnerable a los impactos, de hecho, se perdieron gran cantidad de aparatos por este motivo durante el conflicto, por tanto, se le consideró de escaso valor militar y se le asignaron tareas de rescate, reconocimiento y ocasionalmente actuó como avión antisubmarino.

## Historia operacional

### Vuelos récord
Los aviones de serie tenían una autonomía de 12 horas. Sin embargo, la versión raid, como era bastante común en la época (principalmente debido al bajo consumo de combustible del motor), superaba por mucho este límite. Los Estados Unidos habían establecido un nuevo récord de autonomía de 3860 km; un Z.501 con la matrícula civil I-AGIL, fue empleado para romper el récord según los deseos de Benito Mussolini. Fue tripulado por Stoppani y dos más, estando equipado con una hélice tripala metálica especial y otras modificaciones.
El 19-20 de mayo de 1934, el Z.501 modificado estableció un nuevo récord de vuelo de larga distancia para hidroaviones, de 4130 km, al volar desde Monfalcone a Masawa, Eritrea italiana, en 26 horas y 35 minutos. Este récord de distancia fue roto por un avión francés que voló 4335 km el 23 de junio, por lo que se realizó otro vuelo récord el 16 de julio. El plan era volar a Yibuti, a una distancia de 4700 km, pero en cambio el avión voló 4930 km a Berbera, Somalilandia Británica, en 25 horas.

### Servicio militar
Los Z.501 fueron empleados para realizar misiones de búsqueda y rescate, así como para patrullas antisubmarinas. El Z.501 fue puesto en servicio con algunas modificaciones, incluyendo torretas para las ametralladoras y algunos refuerzos estructurales, que aumentaron su peso en 500 kg. Se le instaló el más potente motor V12 Isotta-Fraschini Asso XI.RC, pero incluso con los 130 hp adicionales, la velocidad máxima se redujo a 245 km/h, la velocidad de crucero a 200 km/h y la autonomía a 2400 km.
Las primeras unidades operativas equipadas con este hidroavión fueron el Escuadrón No.141 (Eritrea italiana), el Grupo No.83 (Augusta), el No.85 (Elmas) y el No.62 (España).
Cuando Italia entró a la Segunda Guerra Mundial el 10 de junio de 1940, estaban en servicio 202 aviones en 15 escuadrones. Fueron empleados por el Escuadrón No.20 y patrullaban el Mediterráneo, además de efectuar operaciones de rescate. Durante la corta campaña contra Francia, se demostró su precariedad en combate, siete Z.501 fueron destruidos en un ataque francés a su base en Cerdeña. Otro se estrelló al día siguiente. En julio, los enfrentamientos con los cazas del Fleet Air Arm de la Royal Navy y los accidentes produjeron la pérdida de varios Z.501, siendo 11 de ellos destruidos en combate, mientras que el número de aviones operativos se redujo a 77. El Z.501 operó en todos los frentes y en 1940 se perdieron 62 aviones, dejando 126, de los cuales solamente 87 estaban operativos. Se cursaron nuevas órdenes a la firma Aeronautica Sicula con sede en Palermo.
A fines de 1941, los Z.501 estaban en 15 de los 27 escuadrones dedicados a reconocimiento naval. Extrañamente, el número de aviones operativos aumentó a un promedio de 100, seis meses después alcanzando 108 en 11 escuadrones, probablemente debido a la llegada de nuevos aparatos. En colaboración con buques italianos, fueron responsables del hundimiento del HMS Union y dañaron a otros tres submarinos. Pero su efectividad estaba limitada por la carga de solo cuatro bombas de 50 kg o dos de 160 kg.
Había 199 aviones en servicio a fines de 1942, de los cuales 88 estaban operativos. Las unidades de reconocimiento marítimo tenían entonces un total de 290 aviones. Para septiembre de 1943, todavía había 240 aviones asignados a reconocimiento marítimo: pero solamente 84 eran Z.501 (40 de ellos operativos), en tres escuadrones, y otros 11 (mixtos), de un total de 20. La producción total fue de 454 unidades, 218 fabricadas por CRDA y 236 por Aeronautica Sicula, además se capturaron 12 aviones incompletos tras la invasión de Sicilia. Posteriormente, Aeronautica Sicula reparó varios aviones de la Aeronáutica Cobeligerante Italiana. Se adoptaron algunas modificaciones durante la producción, tales como la retirada de la ametralladora del morro (proa) y su reemplazo por una cubierta cerrada.
Algunos Z.501 fueron suministrados a la Real Fuerza Aérea Rumana y a la Aviación Nacional durante la guerra civil española. Una vez finalizada la contienda, quedaban cinco Cant Z.501 en estado de vuelo; fueron basados en el Aeródromo Militar de Pollensa hasta ser dados de baja. El último causó baja en el inventario del Ejército del Aire en el año 1947.
Tras la rendición de Italia en 1943, unos cuantos de esos hidrocanoas continuaron operando tanto en la Aeronáutica Nacional Republicana , como en la [[Aeronáutica Cobeligerante [Italiana. Tras el armisticio, varios volaron hacia el sur de Italia, inclusive los 9 aviones del Escuadrón No.149 con 80 personas a bordo. En octubre, había 16 aviones operativos en el sur de Italia, cuyo número se redujo a diez para mayo de 1945. Los escuadrones involucrados fueron los 141.º, 1471 y 183.º Después de la guerra, el Escuadrón No.183 tenía su base en Elmas y estaba equipado con cuatro Z.501, que fueron desmantelados en 1950.

### Desempeño en combate
Por lo general, el CANT Z.501 tuvo una reputación variable. Era agradable de volar, teniendo una baja carga alar y un buen desempeño (cuando fue introducido en servicio). Era bastante fiable, a pesar de tener un solo motor refrigerado por líquido. Sin embargo, sufría de problemas con la durabilidad del fuselaje de madera, especialmente en los aviones construidos durante la guerra. Sus cualidades marineras eran pobres y el empenaje de soportes del avión era susceptible a dañarse con mal tiempo. El fuselaje se rompía con frecuencia en mares embravecidos. Otro problema fue la góndola del motor, si el avión acuatizaba con fuerza, la hélice podía incrustarse en la cabina.
El avión fue empleado para reconocimiento gracias a su gran autonomía, pero era muy vulnerable a cazas enemigos e incluso a bombarderos. Quizás su única victoria aérea fue sobre el Egeo, cuando un caza entró en barrena mientras perseguía a un Z.501. Con más frecuencia era relegado a misiones de segunda línea. A veces, con tripulaciones bien entrenadas, era capaz de atacar submarinos, dañando varios de estos (quizás seis en total) y contribuyendo al hundimiento de dos. No tenía radar, estando armado solamente con cargas de profundidad.
Por lo general, la principal tarea del avión fueron misiones de búsqueda y rescate, tal vez por esto fue llamado Mammaiuto (Ayúdame mamá, en italiano), aunque otras fuentes indican que es porque estaba indefenso ante aviones enemigos. Incluso sus capacidades marineras no eran buenas y frecuentemente el Z.501 debía ser ayudado por barcos. Sobre sus cualidades de vuelo, era demasiado lento en evoluciones y poco armado para defenderse de cazas enemigos. Por lo tanto, algunos centenares fueron derribados.

## Operadores
Estado Español
- Ejército del Aire de España : operó 9 aviones

 Reino de Italia
- Regia Aeronautica
- Aviazione Legionaria
- Aeronautica Cobeligerante Italiana
- Aeronáutica Nacional Republicana

 Italia
- Aeronautica Militare: operó unos pocos aviones hasta 1948.[7]

 Rumania
- Real Fuerza Aérea Rumana: 12 ejemplares comprados en 1941

## Especificaciones (Z.501)
Referencia datos: The Encyclopedia of Weapons of World War II, Italian Civil and Military Aircraft 1930–1945

### Características generales
- Tripulación: Cuatro-cinco
- Longitud: 14,3 m (46,9 ft)
- Envergadura: 22,5 m (73,8 ft)
- Altura: 4,4 m (14,4 ft)
- Superficie alar: 62 m² (667,4 ft²)
- Peso vacío: 3850 kg (8485,4 lb)
- Peso cargado: 7050 kg (15 538,2 lb)
- Planta motriz: 1× motor lineal V12 refrigerado por agua Isotta Fraschini Asso XI R.2C.15.
  - Potencia: 623 kW (859 HP; 847 CV)
- Hélices: Tripala metálica

### Rendimiento
- Velocidad máxima operativa (Vno): 275 km/h (171 MPH; 148 kt) a 2499 m (8200 pies)
- Velocidad crucero (Vc): 240 km/h (149 MPH; 130 kt) a 1999 m (6560 pies)
- Alcance: 999 km (539 nmi; 621 mi)
- Alcance en ferry: 2398 km

### Armamento
- Ametralladoras: 3× Breda-SAFAT cal. 7,7 mm (en muchos aparatos se retiró la ametralladora proel)
- Bombas: 640 kg en soportes exteriores

## Aeronaves relacionadas

### Aeronaves similares
- Dornier Do 18
- Consolidated PBY Catalina
- Aichi H9A
- Beriev Be-4

### Secuencias de designación
- Secuencia Z._ (interna de CRDA CANT): Z.501 - Z.504 - Z.505 - Z.506 →
- Secuencia Numérica (Aeronaves del Ejército del Aire español, 1939-1945): ← 47 - 60 - 61 - 62 - 64 - 65 - 66 →